# Culicoides foxi
Culicoides foxi är en tvåvingeart som beskrevs av Ortiz 1950. Culicoides foxi ingår i släktet Culicoides och familjen svidknott. Inga underarter finns listade i Catalogue of Life.